# 대한민국 교육부 장관
대한민국 교육부 장관은 대한민국 교육부의 수장으로 국무위원으로 보한다. 교육부장관은 대한민국 사회부총리를 겸직한다. 교육부장관은 국무위원 서열 2위에 해당한다.

## 역사
교육부 장관의 역사는 교육부의 역사에 따른다.
1948년 정부 수립 당시 문교부가 발족함에 따라 문교부 장관이 역할을 수행하기 시작했다. 1990년, 노태우 정부 시기 문교부가 교육부로 개편되면서 교육부 장관으로 명칭이 변경되었다. 김대중 정부 시기에는 교육부가 교육인적자원부로 개편되는 동시에 교육부총리가 신설되면서 교육인적자원부 장관이 부총리를 겸하게 되었다. 
이명박 정부가 출범함에 따라 과학기술부와 교육인적자원부가 교육과학기술부로 통합되었으며 부총리제가 폐지되어 교육과학기술부 장관이 장관의 역할을 수행했다. 박근혜 정부 출범 이후 교육과학기술부가 교육부와 미래창조과학부로 분리되면서 교육부 장관이라는 명칭으로 환원되었다. 또한 2014년부터는 교육부장관이 신설되는 사회부총리를 겸하게 되었다.

## 임명
교육부장관을 포함한 대한민국의 장관은 헌법 상 국무위원 중에서 국무총리의 제정으로 대통령이 임명한다.
국무위원은 국무총리의 제청으로 대통령이 임명하며 임명 이전 국회의 인사청문회를 거치게 된다.
국회는 국무위원의 해임을 대통령에게 건의할 수 있으며 이 때 해임건의는 국회의원 재적의원 3분의 1 이상의 발의에 의하여 국회재적의원 과반수의 찬성을 필요로 한다. 또한 국무총리는 국무위원의 해임을 대통령에게 건의할 수 있다.

## 역할
대한민국 교육부 장관은 다음과 같은 역할을 한다.
1. 정부조직법 제7조제1항이 따라 각 행정기관의 장은 소관사무를 통할하고 소속공무원을 지휘·감독한다.
2. 정부조직법 제19조제3항에 따라 교육부장관은 사회부총리를 겸하며 제19조제5항에 따라 교육부장관은 교육·사회 및 문화 정책에 관하여 국무총리의 명을 받아 관계 중앙행정기관을 총괄·조정한다.
3. 정부조직법 제28조제1항에 따라 교육부장관은 인적자원개발정책, 학교교육·평생교육, 학술에 관한 사무를 관장한다.

## 역대 문교부 장관(1948~1990)
| 대수   | 이름   | 취임일           | 퇴임일           | 정부        |
| ------ | ------ | ---------------- | ---------------- | ----------- |
| 제1대  | 안호상 | 1948년 8월 3일   | 1950년 5월 3일   | 제1공화국   |
| 제2대  | 백낙준 | 1950년 5월 4일   | 1952년 10월 29일 | 제1공화국   |
| 제3대  | 김법린 | 1952년 10월 30일 | 1954년 4월 20일  | 제1공화국   |
| 제4대  | 이선근 | 1954년 4월 21일  | 1956년 6월 7일   | 제1공화국   |
| 제5대  | 최규남 | 1956년 6월 8일   | 1957년 11월 26일 | 제1공화국   |
| 제6대  | 최재유 | 1957년 11월 27일 | 1960년 4월 27일  | 제1공화국   |
| 제7대  | 이병도 | 1960년 4월 28일  | 1960년 8월 22일  | 제1공화국   |
| 제8대  | 오천석 | 1960년 8월 23일  | 1961년 5월 2일   | 제2공화국   |
| 제9대  | 윤택중 | 1961년 5월 3일   | 1961년 5월 19일  | 제2공화국   |
| 제10대 | 문희석 | 1961년 5월 20일  | 1962년 1월 18일  | 제2공화국   |
| 제11대 | 김상협 | 1962년 1월 19일  | 1962년 10월 14일 | 제2공화국   |
| 제12대 | 박일경 | 1962년 10월 15일 | 1963년 3월 15일  | 제2공화국   |
| 제13대 | 이종우 | 1963년 3월 16일  | 1963년 12월 16일 | 제2공화국   |
| 제14대 | 고광만 | 1963년 12월 17일 | 1964년 5월 10일  | 제3공화국   |
| 제15대 | 윤천주 | 1964년 5월 11일  | 1965년 8월 26일  | 제3공화국   |
| 제16대 | 권오병 | 1965년 8월 27일  | 1966년 9월 25일  | 제3공화국   |
| 제17대 | 문흥주 | 1966년 9월 26일  | 1968년 5월 20일  | 제3공화국   |
| 제18대 | 권오병 | 1968년 5월 21일  | 1969년 4월 10일  | 제3공화국   |
| 제19대 | 홍종철 | 1969년 4월 11일  | 1971년 6월 3일   | 제3공화국   |
| 제20대 | 민관식 | 1971년 6월 4일   | 1974년 9월 17일  | 제4공화국   |
| 제21대 | 유기춘 | 1974년 9월 18일  | 1976년 12월 3일  | 제4공화국   |
| 제22대 | 황산덕 | 1976년 12월 4일  | 1977년 12월 19일 | 제4공화국   |
| 제23대 | 박찬현 | 1977년 12월 20일 | 1979년 12월 13일 | 제4공화국   |
| 제24대 | 김옥길 | 1979년 12월 14일 | 1980년 5월 21일  | 제4공화국   |
| 제25대 | 이규호 | 1980년 5월 22일  | 1983년 10월 14일 | 제5공화국   |
| 제26대 | 권이혁 | 1983년 10월 15일 | 1985년 2월 18일  | 제5공화국   |
| 제27대 | 손제석 | 1985년 2월 19일  | 1987년 7월 13일  | 제5공화국   |
| 제28대 | 서명원 | 1987년 7월 14일  | 1988년 2월 24일  | 제5공화국   |
| 제29대 | 김영식 | 1988년 2월 25일  | 1988년 12월 4일  | 노태우 정부 |
| 제30대 | 정원식 | 1988년 12월 5일  | 1990년 12월 26일 | 노태우 정부 |

## 역대 교육부 장관(1990~2001)
| 대수   | 이름   | 취임일           | 퇴임일           | 정부        |
| ------ | ------ | ---------------- | ---------------- | ----------- |
| 제31대 | 윤형섭 | 1990년 12월 27일 | 1992년 1월 22일  | 노태우 정부 |
| 제32대 | 조완규 | 1992년 1월 23일  | 1993년 2월 25일  | 노태우 정부 |
| 제33대 | 오병문 | 1993년 2월 26일  | 1993년 12월 21일 | 김영삼 정부 |
| 제34대 | 김숙희 | 1993년 12월 22일 | 1995년 5월 11일  | 김영삼 정부 |
| 제35대 | 박영식 | 1995년 5월 16일  | 1995년 12월 20일 | 김영삼 정부 |
| 제36대 | 안병영 | 1995년 12월 21일 | 1997년 8월 5일   | 김영삼 정부 |
| 제37대 | 이명현 | 1997년 8월 6일   | 1998년 3월 2일   | 김영삼 정부 |
| 제38대 | 이해찬 | 1998년 3월 3일   | 1999년 5월 23일  | 김대중 정부 |
| 제39대 | 김덕중 | 1999년 5월 24일  | 2000년 1월 13일  | 김대중 정부 |
| 제40대 | 문용린 | 2000년 1월 14일  | 2000년 8월 5일   | 김대중 정부 |
| 제41대 | 송자   | 2000년 8월 7일   | 2000년 8월 29일  | 김대중 정부 |
| 제42대 | 이돈희 | 2000년 8월 31일  | 2001년 1월 28일  | 김대중 정부 |

## 역대 부총리 겸 교육인적자원부 장관(2001~2008)
| 대수   | 이름   | 취임일           | 퇴임일           | 정부        |
| ------ | ------ | ---------------- | ---------------- | ----------- |
| 제43대 | 한완상 | 2001년 1월 29일  | 2002년 1월 28일  | 김대중 정부 |
| 제44대 | 이상주 | 2002년 1월 29일  | 2003년 3월 5일   | 김대중 정부 |
| 제45대 | 윤덕홍 | 2003년 3월 7일   | 2003년 12월 23일 | 노무현 정부 |
| 제46대 | 안병영 | 2003년 12월 24일 | 2005년 1월 4일   | 노무현 정부 |
| 제47대 | 이기준 | 2005년 1월 5일   | 2005년 1월 10일  | 노무현 정부 |
| 제48대 | 김진표 | 2005년 1월 28일  | 2006년 7월 20일  | 노무현 정부 |
| 제49대 | 김병준 | 2006년 7월 21일  | 2006년 8월 8일   | 노무현 정부 |
| 제50대 | 김신일 | 2006년 8월 9일   | 2008년 2월 5일   | 노무현 정부 |

## 역대 교육과학기술부 장관(2008~2013)
| 대수   | 이름   | 취임일          | 퇴임일          | 정부        |
| ------ | ------ | --------------- | --------------- | ----------- |
| 제51대 | 김도연 | 2008년 2월 29일 | 2008년 8월 5일  | 이명박 정부 |
| 제52대 | 안병만 | 2008년 8월 6일  | 2010년 8월 30일 | 이명박 정부 |
| 제53대 | 이주호 | 2010년 8월 30일 | 2013년 3월 10일 | 이명박 정부 |
| 제54대 | 서남수 | 2013년 3월 11일 | 2013년 3월 22일 | 박근혜 정부 |

## 역대 교육부 장관(2013~2014)
| 대수   | 이름   | 취임일          | 퇴임일           | 정부        |
| ------ | ------ | --------------- | ---------------- | ----------- |
| 제55대 | 서남수 | 2013년 3월 23일 | 2014년 8월 7일   | 박근혜 정부 |
| 제56대 | 황우여 | 2014년 8월 8일  | 2014년 11월 18일 | 박근혜 정부 |

## 역대 부총리 겸 교육부 장관(2014~)
| 대수   | 이름   | 취임일           | 퇴임일          | 정부        |
| ------ | ------ | ---------------- | --------------- | ----------- |
| 제56대 | 황우여 | 2014년 11월 19일 | 2016년 1월 12일 | 박근혜 정부 |
| 제57대 | 이준식 | 2016년 1월 13일  | 2017년 7월 4일  | 박근혜 정부 |
| 제58대 | 김상곤 | 2017년 7월 5일   | 2018년 10월 2일 | 문재인 정부 |
| 제59대 | 유은혜 | 2018년 10월 2일  | 2022년 5월 9일  | 문재인 정부 |
| 제60대 | 박순애 | 2022년 7월 5일   | 2022년 8월 8일  | 윤석열 정부 |
| 제61대 | 이주호 | 2022년 11월 7일  | 2025년 7월 28일 | 윤석열 정부 |

## 같이 보기
- 교육부
- 사회부총리
- 교육부 차관